# Nebraska (1965)
Nebraska (Originaltitel: The Rounders) ist eine US-amerikanische Westernkomödie von Burt Kennedy aus dem Jahr 1965. Das Drehbuch basiert auf dem gleichnamigen Roman von Max Evans. Die Erstaufführung in Deutschland fand am 8. Januar 1965 statt.

## Handlung
Ben Jones und Howdy Lewis sind zwei Cowboys, die Wildpferde zureiten. Die Tiere gehören zur „Love Ranch“ von Jim Ed Love, einem verschlagenen Händler. Ben findet heraus, dass ein Pferd, ein Rotschimmel, nicht zu reiten ist. Nachdem sie für Ed Love wieder eine Herde gezähmter Pferde zugeritten haben, nehmen sie eine neue Aufgabe an und sollen den Winter über entlaufenes Vieh einfangen. Sie nehmen die Pferde mit, um sie bei der Arbeit einzusetzen. Bei einer Farm machen sie Rast und nach einer langen Whiskeynacht tauscht Ben den Rotschimmel gegen Whiskey – für die langen Winterabende. Ein paar Tage später kommt der Farmer mit dem Rotschimmel und will den Tausch rückgängig machen, da das Pferd nicht zu reiten sei. Ben versucht mehrmals mit dem Rotschimmel zu arbeiten, aber das Tier bleibt bockig. Er spielt mit dem Gedanken, es an einen Abdecker zu verkaufen, um es zu Hundefutter verarbeiten zu lassen. Doch dann kommt ihm die Idee, das Pferd zu einem Rodeo mitzunehmen und darauf zu wetten, dass es jeden Reiter abwerfen wird.
Auf dem Weg dorthin treffen Ben und Howdy auf Mary und Sister, zwei Tänzerinnen, deren Wagen liegengeblieben ist. Die beiden Männer wissen nicht besonders viel über Autos. Nach einem Nacktbad kommen sie den Frauen näher und nehmen sie mit zum Rodeo. Beim Rodeo laufen die Wetten gut, niemand kann sich auf dem Pferd halten. Doch nach einem Ritt bricht das Tier zusammen. Ben gibt 200 Dollar für den Tierarzt aus und muss den Rest des Wettgewinns für den demolierten Stall an dessen Besitzer bezahlen, nachdem sich das Pferd wieder aufgerappelt und anschließend heftig ausgeschlagen hat.
Ed Love überredet Ben und Howdy, die nun wieder keinen Dollar besitzen, wieder für ihn zu arbeiten. Und der ebenso treue wie bockige Rotschimmel ist noch immer bei ihnen.

## Hintergrund
Die MGM-Produktion wurde in Arizona gedreht. In kleinen, nicht im Abspann erwähnten Gastrollen waren Warren Oates und Henry Fondas Sohn Peter zu sehen. Sue Ane Langdon arbeitete vornehmlich fürs Fernsehen. In diesem Film spielte sie zum fünften Mal in einem Kinofilm mit.
Für das Szenenbild waren die Oscar-Gewinner George W. Davis und Urie McCleary als Filmarchitekten und Henry Grace als Ausstatter zuständig, für den Ton Franklin Milton.

## Kritiken
„Vergnügliche Komödienunterhaltung mit Ford und Fonda“, schrieb das Lexikon des internationalen Films.  Die Fernsehzeitschrift Prisma kam zu einem ähnlichen Schluss: „Schon mit seinen Regiearbeiten Auch ein Sheriff braucht mal Hilfe und Latigo zeigte Burt Kennedy, dass er hervorragend versteht, das Genre des Wildwestfilms mit komödiantischen Elementen anzureichern. So auch in Nebraska, ein Spaß mit Glenn Ford und Henry Fonda.“
Auch der All Movie Guide findet den Film, „eine ziemlich lustige Western-Komödie im Stil der 60er Jahre.“ („This is a pretty funny '60s western-style comedy.“)